# Este van már, csillag van az égen
Az Este van már, csillag van az égen kezdetű párosító dalt Bartók Béla gyűjtötte a Békés vármegyei Vésztőn 1909-ben. A gyűjtés idején a két összeénekelt fiatal élő személy volt.
Feldolgozás:
| Szerző          | Mire                       | Mű                                  | Előadás |
| --------------- | -------------------------- | ----------------------------------- | ------- |
| Weiner Leó      | zongora                    | Húsz könnyű kis darab, 11. darab    | [ 1 ]   |
| Máriássy István | zongora vagy ének és gitár | Elindultam szép hazámból, 71. kotta |         |

## Kotta és dallam
| Este van már, csillag van az égen. Varga Julcsa mezítláb a réten. Sajnálja a cipőjét felhúzni, Garzó Péter nem vesz többet néki. | Garzó Péter elment katonának, acél fegyvert csináltat magának, acél fegyvert, rózsafa a nyele, rá van írva Varga Julcsa neve. |

## Felvételek
- Este van már, csillag van az égen. A KMCSSZ hangfelvételei (2005)  (Hozzáférés: 2016. február 13.) (szöveg, audió)
- 46 Este van már, csillag van az égen. Messzi tábortüzek (Hozzáférés: 2016. február 13.) (audió) arch